# 小楠溪

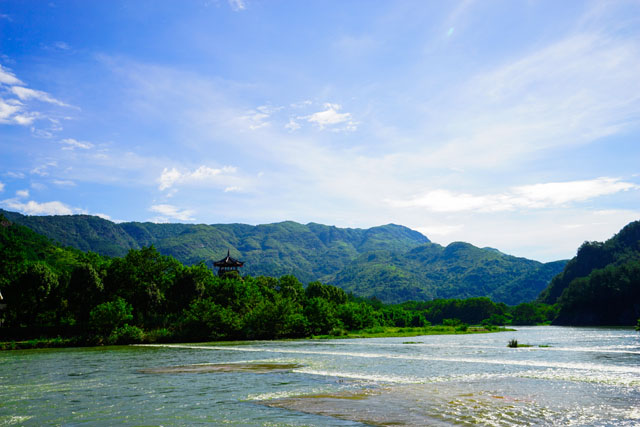
小楠溪永嘉书院景区河段

小楠溪位于中华人民共和国浙江省东南部的一条河流，是楠溪江左岸支流，源流称西溪坑，发源于缙云县东南大洋镇西溪坑村西北大洋山西麓的石奶洞，自西北向东南，流经永嘉县巽宅镇木坑口村、上横村、石染村（此段也称石染溪）、岭东村、龙前村、碧莲镇碧莲上村社区、石湖村、黄岗村、邵园村、大若岩镇荆州村、白泉村、大若岩社区、舟岙村、桐州村、九房村、都南村、沙头镇珠岸村、豫樟村、等地，于塘湾村汇入楠溪江。河长88千米，流域面积644平方千米，年均径流量8.44亿立方米，比降13.2‰。小楠溪水质优良，沿岸景色秀丽。中下游地区属于楠溪江风景区重要组成部分。